# Luigi Nono
Luigi Nono (Venècia, 29 de gener de 1924 - Venècia, 8 de maig de 1990) fou un compositor italià, una de les grans personalitats del moviment postwebernià.
Nono va conèixer Gian Francesco Malipiero el 1941 i va començar a seguir els seus cursos de composició al Conservatori de Venècia, on es va familiaritzar amb el serialisme dodecafònic, especialment de la manera com va ser elaborat per Anton Webern. Al mateix temps, va començar estudis de Dret a la universitat de Pàdua. El 1946, acabats els seus estudis, Nono va conèixer a Roma a Luigi Dallapiccola i Bruno Maderna. Aquest últim es va fer ràpidament el seu amic. El 1948 va assistir, amb Maderna, als cursos de direcció d'orquestra impartits a Venècia per Hermann Scherchen.
El març de 1954, va conèixer Núria Schönberg, filla del compositor Arnold Schönberg, a Hamburg, on va assistir a l'estrena mundial, en versió de concert, de l'òpera Moisès i Aaron del compositor desaparegut tres anys abans. Nono es va casar amb Núria el 1955. La parella va tenir dues filles, Silva, el 1959, i Serena Bastiana el 1964. Nono i la seva família es van instal·lar a l'illa de La Giudecca (Venècia) el 1956.
Les seves obres més notables són Il canto sospeso, per a cor i orquestra (1956), l'òpera Intolleranza 1960 (1960), Como una ola de fuerza y luz (1972), per a piano, soprano, cinta magnetofònica i orquestra, Epitaffio per García Lorca, l'òpera Al gran sole carico d'amore, Das atmende Klarsein (1980-81) per a flauta i cor i Quando stanno morendo, Diario polacco 2 (1982), per a veus, flauta i violoncel.